# Ír moszat
Az ír moszat (Chondrus crispus) a vörösmoszatok törzsébe tartozó tengeri növény. Az Atlanti-óceánban, Európa északi partvidékein gyakori. Sekély vagy közepes mélységű öblökben a kövekre tapadva nő. Egyik forrása a sűrítő és zselésítő élelmiszer-adalékanyagként használt karragenátnak.

## Megjelenése
A moszatnak egy lemezes korong alakú rögzítőkészüléke van, amelyből 8–15 cm magas, agancsszerűen elágazó, lemezes teleptestet nevel, amely szívós és rugalmas. Színe többnyire bíborvörös, de a napsütés hatására kifakul, zöldes, fehéres árnyalatot kap. Szerkezete sajátságosan kocsonyás, két-kétágúan vagy szárnyasan elágaznak.

## Felhasználása
Fiatal lemezeit tavasszal gyűjtik, majd megszárítják. A moszatból egy kocsonyás anyag, a karragenát, avagy gyöngyzuzmó, valamint az ugyancsak kocsonyás anyag, az agaragar is kivonható. Az ír moszat ásványi sókban és vitaminokban gazdag, vörös színanyagát felhasználják természetes színezékként.
Sörfőzéshez is használják. Használata tisztább sörlét eredményez.

## Kapcsolódó szócikkek

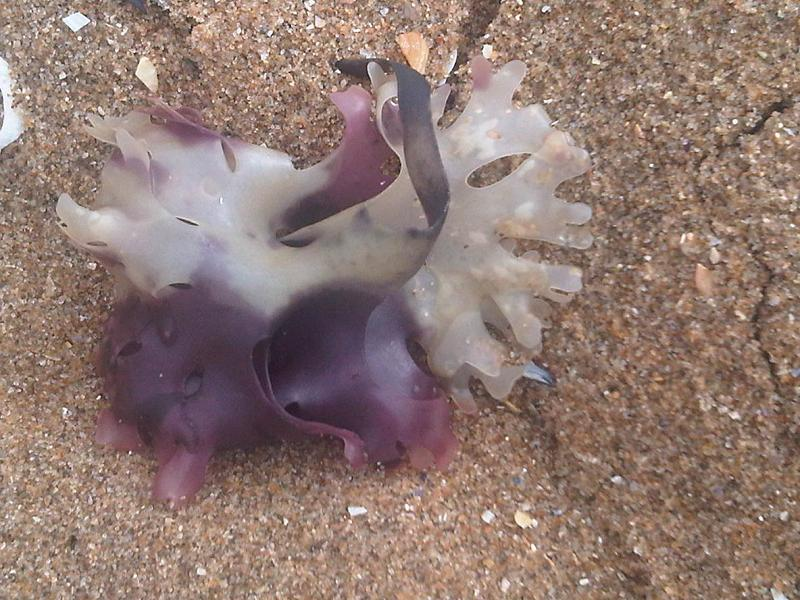
Ír moszat Anglia déli partjainál